# Брадисейсм

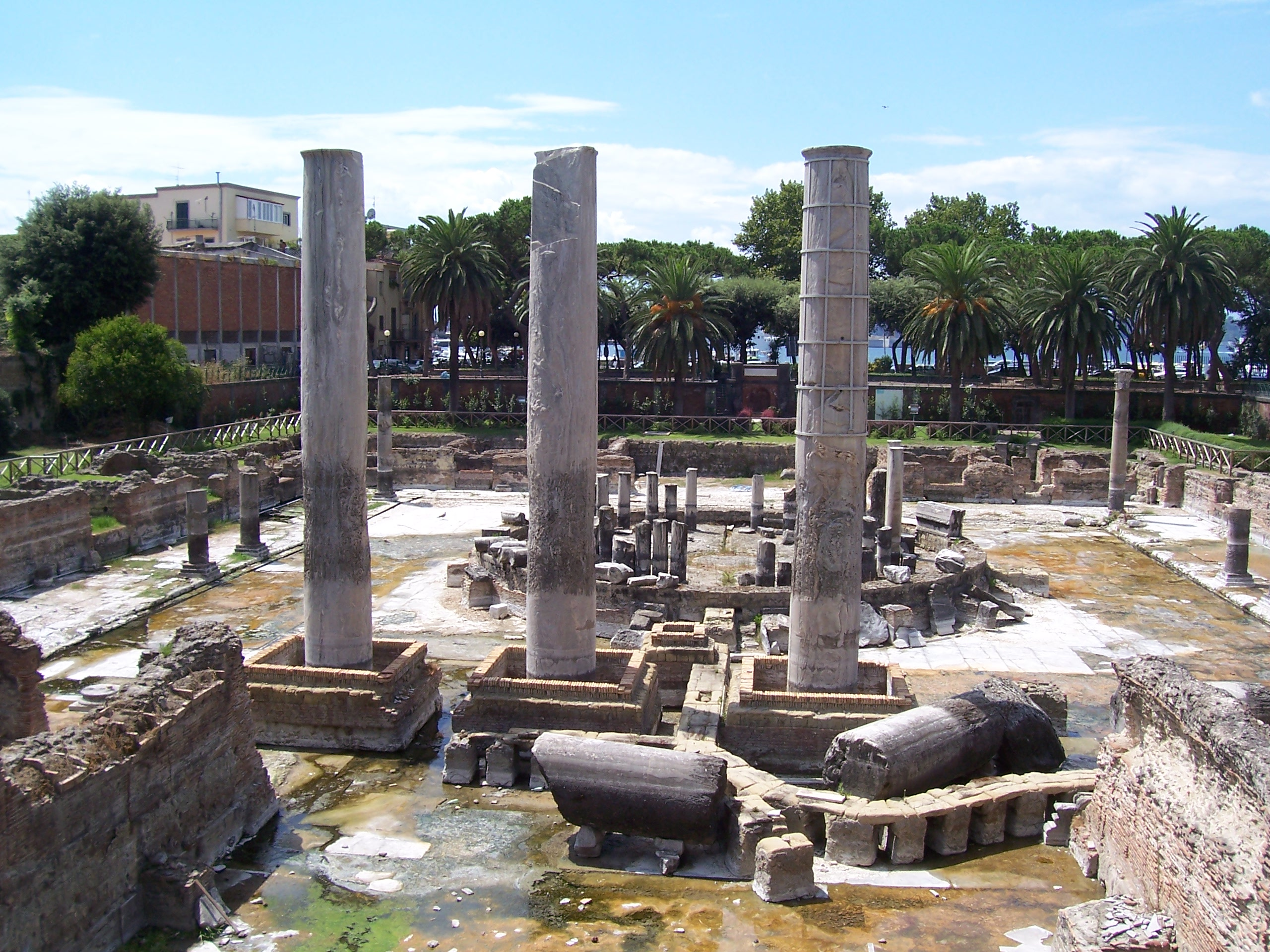
"Серапиум" или мацеллум Поццуоли проявляет признаки брадисейсма.

Брадисейсм — постепенное поднятие (положительный брадисейсм) или опускание (отрицательный брадисейсм) части земной поверхности, возникающее вследствие заполнения или опустошения подземных магматических камер и/или геотермальной активности, в частности в вулканических кальдерах. Может продолжаться в течение тысячелетий между извержениями, при этом каждое поднятие обычно сопровождается тысячами малых или умеренных землетрясений. Сам термин происходит от древнегреческих слов "βραδύς", означающего 'медленный', и "σεισμός", означающего 'движение', и был предложен Артуро Исселом в 1883 году.

## Флегрейские поля
Область Флегрейских полей вблизи Неаполя представляет собой рухнувшую кальдеру, а сама вулканическая область возникла из нескольких вулканических образований, включающих вулкан Сольфатара, известный своими фумаролами. Флегрейские поля также примечательны брадисейсмической активностью. Расширение и сжатие кальдеры хорошо задокументированы вследствие расположения у моря и длительной истории населенности и строительства в регионе.
В частности, город Поццуоли известен рынком Поццуоли, в нём три мраморные колонны носят признаки наличия полос, или отверстий, или гастрохенолитов, оставленных морскими моллюсками литофагами. Такие ходы видны до высоты 7 метров от современного уровня почвы; это означает, что брадисейсм понизил уровень почвы по крайней мере до глубины 7 метров под уровнем моря, затем же уровень почвы снова поднялся.
Недавно, между 1968 и 1972 годами, Флегрейские поля пережили этап положительного брадисейсма и поднялись на 1,7 метра. Другое поднятие, на 1,8 метра произошло в период с 1982 по 1984 год. Это событие коррелирует с серией землетрясений (глубина 4 км) в тот же период, при этом из области было эвакуировано около 30000 человек вследствие риска извержения.